# Casinhas
Casinhas é um município brasileiro do estado de Pernambuco, localizado na mesorregião Agreste pernambucano.

## História
Segundo a tradição local, por volta de 1890, no caminho entre Bom Jardim e a mata existente no local, havia uma casinha de palha, onde vivia uma senhora portadora de deficiência que costumava dar pouso aos viajantes. Posteriormente mudou-se para o local o Sr. José Barbosa de Farias. Outras famílias estabeleceram-se no local. Em 1894, foi construída uma capela dedicada a Nossa Senhora das Dores, atual padroeira, pelo professor José Merim. A partir deste núcleo de pequenas casas, que deu origem ao nome Casinhas, surgiu o município.
O distrito de Casinhas foi criado pelas leis municipais nºs 46, de 16 de dezembro de 1925, e nº 2, de 16 de novembro de 1929, sendo subordinado ao município de Surubim. Foi elevado à condição de município pela lei estadual nº 11228, de 12 de julho de 1995, com base na lei estadual complementar n° 15, de 1990, que permitiu aos municípios a solicitação da emancipação, desde que atendessem a alguns requisitos, como ter população superior a 10 mil habitantes e que o total de eleitores seja maior que 30% desta população. O município foi instalado em 1 de janeiro de 1997.

## Geografia
Localiza-se a uma latitude 07º44'28" sul e a uma longitude 35º43'16" oeste. Sua população estimada em 2009 era de 14.798 habitantes.
O município está incluído na área geográfica de abrangência do semiárido brasileiro, definida pelo Ministério da Integração Nacional em 2005. Esta delimitação tem como critérios o índice pluviométrico inferior a 800 mm, o índice de aridez até 0,5 e o risco de seca maior que 60%.

### Relevo
O município de Casinhas insere-se nas Áreas Desgastadas do Planalto da Borborema, composto por maciços e outeiros altos.

### Vegetação
A vegetação do município é a caatinga hipoxerófila (ZANE – Zoneamento Agroecológico do Nordeste – EMBRAPA/2000).

### Hidrografia
O município insere-se na bacia hidrográfica do rio Capibaribe. Os recursos hídricos dominantes são afluentes da bacia do rio Capibaribe, sobretudo o rio Caiai e os Riachos Gado Bravo e do Pato seus principais afluentes na área. O rio Capibaribe é perene e de baixa vazão no município. Todos os seus afluentes e subafluentes neste trecho possuem regime intermitente.

## Escolas existentes na zona urbana
- Escola Municipal São Luiz
- Escola João XXIII
- Escola Municipal Maria Amália